# Sam Harris
Sam Harris (* 1967) je americký spisovatel literatury faktu, neurovědec, filozof a ředitel nadace Project Reason, jejímž je také spoluzakladatelem. Získal Ph.D. v neurovědě z Kalifornské univerzity v Los Angeles a B.A. ve filosofii na Stanfordově univerzitě. Podporuje vědecký skepticismus a je autorem knih The End of Faith (2004; česky doslova Konec víry), Letter to a Christian Nation (2006; česky doslova Dopis křesťanskému národu), The Moral Landscape (2010; česky doslova Morální krajina) a Lying (2011; česky doslova Lhaní).
Je známým současným kritikem náboženství spolu s evolučním biologem Richardem Dawkinsem, filosofem Danielem Dennettem a spisovatelem Christopherem Hitchensem. Stejně jako oni je členem hnutí nový ateismus. Napsal několik článků do periodik jako je The Huffington Post, Los Angeles Times, The Washington Post, The New York Times, Newsweek nebo i do vědeckého časopisu Nature. Zabývá se v nich islámem, křesťanstvím a náboženstvím všeobecně.
Několikrát přednášel na univerzitách jako je Caltech, Kalifornská univerzita v San Diegu, Stanfordova univerzita, Tuftsova univerzita a Harvardova univerzita a objevil se v několika televizních pořadech (rozhovor s ním dělal např. Bill Maher nebo Bill O'Reilly). Objevil se také v dokumentárním filmu The God Who Wasn't There z roku 2005.

## Mládí a vzdělání
Už od dětství se zajímal o náboženství, ale vyrostl v sekulární rodině, která o Bohu mluvila málokdy. V roce 2004 se oženil s Annakou Harrisovou, spoluzakladatelkou Project Reason a editorkou vědeckých publikací.
Studoval angličtinu na Stanfordově univerzitě, ale předčasně školu ukončil. Přiznal se, že jako student experimentoval s extází a díky zážitkům po její konzumaci se začal zajímat o spiritualitu a psychologii. Poté, co opustil Stanford, odcestoval do Asie, kde studoval meditaci s hinduistickými a buddhistickými učiteli. O jedenáct let později se vrátil do Stanfordu a udělal si titul B.A. (Bachelor of Arts) ve filosofii. V roce 2009 získal Ph.D. v neurovědě na Kalifornské univerzitě v Los Angeles za výzkum nervové podstaty víry.